# Selección aimara de fútbol
La selección aimara de fútbol es el equipo que representa al pueblo Aimara en el Fútbol. 
El equipo no está afiliado a la FIFA o a la Conmebol, y por lo tanto no puede competir en los torneos que estos organizan. Sin embargo desde 2010 el equipo es miembro del Consejo Sudamericano de Nuevas Federaciones (COSANFF).También es miembro de la ConIFA.
La selección Aimara terminó en la segunda colocación del Campeonato nacional de fútbol de Pueblos Originarios 2015. También salió subcampeón de la Copa CSANF de 2011.

## Partidos

### Campeonato Nacional de Pueblos Originarios
| Fecha               | Lugar             |        | Rival       | Resultado |
| ------------------- | ----------------- | ------ | ----------- | --------- |
| 20 de junio de 2012 | Santiago, Chile   | Aimara | Mapuche     | 0-2       |
| 22 de junio de 2012 | Santiago, Chile   | Aimara | Pehuenche   | 2-1 susp. |
| 5 de agosto de 2013 | Limache, Chile    | Aimara | Lican Antay | 7-1       |
| 6 de agosto de 2013 | Limache, Chile    | Aimara | Williche    | 4-4       |
| 7 de agosto de 2013 | Limache, Chile    | Aimara | Rapa Nui    | 0-1       |
|                     | Limache, Chile    | Aimara | Kawésqar    | n/r       |
| 20 de abril de 2015 | Villarrica, Chile | Aimara | Quechuas    | 4-2       |
| 20 de abril de 2015 | Galvarino, Chile  | Aimara | Kolla       | 6-0       |
| 22 de abril de 2015 | Villarrica, Chile | Aimara | Mapuche     | 1-1       |
| 23 de abril de 2015 | Galvarino, Chile  | Aimara | Rapa Nui    | 3-1       |
| 24 de abril de 2015 | Villarrica, Chile | Aimara | Mapuche     | 0-1       |

1. ↑  Aimara le ganó el partido pero acabó siendo suspendido del campeonato.
2. ↑  Partido no realizado.

### Copa CSANF
| Fecha               | Lugar           |        | Rival                | Resultado      |
| ------------------- | --------------- | ------ | -------------------- | -------------- |
| 28 de enero de 2011 | Santiago, Chile | Aimara | Islas Juan Fernández | 1-1 (pen. 3-4) |

### Amistosos
| Fecha                 | Lugar         |        | Rival                | Resultado |
| --------------------- | ------------- | ------ | -------------------- | --------- |
| 6 de junio de 2010    | Arica         | Aimara | Islas Juan Fernández | 0-2       |
| 22 de enero de 2011   | Temuco, Chile | Aimara | Mapuche              | 1-1       |
| 23 de enero de 2011   | Chile         | Aimara | Mapuche              | 2-5       |
| 10 de octubre de 2014 | ?             | Aimara | Mapuche              | 4-3       |

### Copa América de Fútbol de ConIFA
| Fecha               | Lugar          |        | Rival     | Resultado |
| ------------------- | -------------- | ------ | --------- | --------- |
| 18 de junio de 2022 | Linares, Chile | Aimara | Mapuche   | 1-3       |
| 19 de junio de 2022 | Linares, Chile | Aimara | Maule Sur | 0-1       |

## Estadísticas

### Copa CSANF
| Año   | Ronda        | Posición     | PJ           | PG           | PE           | PP           | GF           | GC           | DG           |
| ----- | ------------ | ------------ | ------------ | ------------ | ------------ | ------------ | ------------ | ------------ | ------------ |
| 2011  | Subcampeón   | 2°           | 1            | 0            | 1            | 0            | 1            | 1            | 0            |
| 2014  | No participó | No participó | No participó | No participó | No participó | No participó | No participó | No participó | No participó |
| 2017  | No participó | No participó | No participó | No participó | No participó | No participó | No participó | No participó | No participó |
| Total | 1/3          | 3°           | 1            | 0            | 1            | 0            | 1            | 1            | 0            |

### Campeonato Nacional de Pueblos Originarios
| Año   | Ronda         | Posición | PJ | PG | PE | PP | GF | GC | DG  |
| ----- | ------------- | -------- | -- | -- | -- | -- | -- | -- | --- |
| 2012  | Primera ronda | 6º       | 2  | 1  | 0  | 1  | 2  | 3  | -1  |
| 2013  | Primera ronda | 5º       | 3  | 1  | 1  | 1  | 11 | 6  | +5  |
| 2015  | Subcampeón    | 2º       | 5  | 3  | 1  | 1  | 14 | 5  | +9  |
| Total | 3/3           | 4°       | 10 | 5  | 2  | 3  | 27 | 14 | +13 |

### Copa América de Fútbol de ConIFA
| Año   | Ronda         | Posición | PJ | PG | PE | PP | GF | GC | DG |
| ----- | ------------- | -------- | -- | -- | -- | -- | -- | -- | -- |
| 2022  | Primera ronda | 3º       | 2  | 0  | 0  | 2  | 1  | 4  | -3 |
| Total | 1/1           | 3°       | 2  | 0  | 0  | 2  | 1  | 4  | -3 |